# Campionati canadesi di sci alpino 1998
I Campionati canadesi di sci alpino 1998 si svolsero a Panorama dal 2 all'8 febbraio. Il programma incluse gare di discesa libera, supergigante, slalom gigante e slalom speciale, sia maschili sia femminili.
Trattandosi di competizioni valide anche ai fini del punteggio FIS, vi parteciparono anche sciatori di altre federazioni, senza che questo consentisse loro di concorrere al titolo nazionale canadese.

## Risultati

### Uomini

#### Discesa libera
| Pos. | Atleta            | Nazione     | Tempo   |
| ---- | ----------------- | ----------- | ------- |
| 1    | Daimion Applegath | Canada      | 1:20,00 |
| 2    | Darin McBeath     | Canada      | 1:20,08 |
| 3    | Clic Bloomfield   | Stati Uniti | 1:20,20 |
| 4    | Ehlias Louis      | Stati Uniti | 1:20,70 |
| 5    | Zachary Crist     | Stati Uniti | 1:20,95 |
| 6    | Mike Giannelli    | Canada      | 1:21,05 |
| 7    | Cameron Culbert   | Canada      | 1:21,30 |
| 8    | Richard Bertram   | Canada      | 1:21,35 |
| 9    | Scott Montalbo    | Stati Uniti | 1:21,44 |
| 10   | Steeve Couillard  | Canada      | 1:21,51 |

Data: 8 febbraio

#### Supergigante
| Pos. | Atleta            | Nazione     | Tempo   |
| ---- | ----------------- | ----------- | ------- |
| 1    | Darin McBeath     | Canada      | 1:27,70 |
| 2    | Vincent Lavoie    | Canada      | 1:28,19 |
| 3    | Chad Mullen       | Canada      | 1:28,50 |
| 4    | Kevin Stell       | Stati Uniti | 1:28,57 |
| 5    | Daimion Applegath | Canada      | 1:29,08 |
| 6    | Mike Giannelli    | Canada      | 1:29,32 |
| 7    | Jeff Hume         | Canada      | 1:29,35 |
| 8    | Scott Mackie      | Canada      | 1:29,81 |
| 9    | Cameron Culbert   | Canada      | 1:29,83 |
| 10   | Jean-Philippe Roy | Canada      | 1:29,89 |

Data: 2 febbraio

#### Slalom gigante
| Pos. | Atleta           | Nazione     | Tempo   |
| ---- | ---------------- | ----------- | ------- |
| 1    | Thomas Grandi    | Canada      | 2:03,01 |
| 2    | Vincent Lavoie   | Canada      | 2:04,80 |
| 3    | Kevin Stell      | Stati Uniti | 2:05,53 |
| 4    | Darin McBeath    | Canada      | 2:05,72 |
| 5    | Mike Giannelli   | Canada      | 2:06,05 |
| 6    | Teejay Alderdice | Canada      | 2:06,59 |
| 7    | Uroš Pavlovčič   | Slovenia    | 2:06,64 |
| 8    | Michael Read     | Canada      | 2:06,70 |
| 9    | Stanley Hayer    | Canada      | 2:07,07 |
| 10   | Michel Bortis    | Svizzera    | 2:07,13 |

Data: 4 febbraio

#### Slalom speciale
| Pos. | Atleta           | Nazione  | Tempo   |
| ---- | ---------------- | -------- | ------- |
| 1    | Thomas Grandi    | Canada   | 1:58,20 |
| 2    | Stanley Hayer    | Canada   | 1:58,26 |
| 3    | Uroš Pavlovčič   | Slovenia | 1:58,31 |
| 4    | Martin Tichý     | Canada   | 1:59,34 |
| 5    | Michel Bortis    | Svizzera | 1:59,47 |
| 6    | Darin McBeath    | Canada   | 1:59,80 |
| 7    | Thomas Rinfret   | Canada   | 2:01,62 |
| 8    | Julien Cousineau | Canada   | 2:01,81 |
| 9    | Robin Bauer      | Canada   | 2:02,16 |
| 10   | Michael Tichy    | Canada   | 2:02,75 |

Data: 5 febbraio

### Donne

#### Discesa libera
| Pos. | Atleta             | Nazione | Tempo   |
| ---- | ------------------ | ------- | ------- |
| 1    | Jennifer Mickelson | Canada  | 1:19,40 |
| 2    | Emily Brydon       | Canada  | 1:19,44 |
| 3    | Britt Janyk        | Canada  | 1:19,48 |
| 4    | Lise-Marie Acton   | Canada  | 1:21,13 |
| 5    | Jennifer Delich    | Canada  | 1:21,57 |
| 6    | Julia Delich       | Canada  | 1:21,75 |
| 7    | Katie Dunn         | Canada  | 1:21,85 |
| 8    | Ania Morton        | Canada  | 1:22,01 |
| 9    | Melissa Dolezel    | Canada  | 1:22,09 |
| 10   | Gail Kelly         | Canada  | 1:22,10 |

Data: 8 febbraio

#### Supergigante
| Pos. | Atleta             | Nazione | Tempo   |
| ---- | ------------------ | ------- | ------- |
| 1    | Emily Brydon       | Canada  | 1:06,20 |
| 2    | Britt Janyk        | Canada  | 1:07,05 |
| 3    | Julie Langevin     | Canada  | 1:07,26 |
| 4    | Jennifer Mickelson | Canada  | 1:07,43 |
| 5    | Allison Forsyth    | Canada  | 1:07,53 |
| 6    | Erika Gibbons      | Canada  | 1:07,89 |
| 7    | Lise-Marie Acton   | Canada  | 1:08,02 |
| 8    | Geneviève Simard   | Canada  | 1:08,07 |
| 9    | Gillian McFetridge | Canada  | 1:08,17 |
| 10   | Julia Delich       | Canada  | 1:08,31 |

Data: 2 febbraio

#### Slalom gigante
| Pos. | Atleta             | Nazione     | Tempo   |
| ---- | ------------------ | ----------- | ------- |
| 1    | Allison Forsyth    | Canada      | 2:05,85 |
| 2    | Edith Rozsa        | Canada      | 2:06,49 |
| 3    | Gail Kelly         | Canada      | 2:06,99 |
| 4    | Anna Prchal        | Canada      | 2:07,77 |
| 5    | Geneviève Simard   | Canada      | 2:07,89 |
| 6    | Britt Janyk        | Canada      | 2:08,10 |
| 7    | Julie Langevin     | Canada      | 2:08,31 |
| 8    | Gillian McFetridge | Canada      | 2:08,50 |
| 9    | Emily Brydon       | Canada      | 2:09,29 |
| 10   | Mia Cullman        | Stati Uniti | 2:09,79 |

Data: 3 febbraio

#### Slalom speciale
| Pos. | Atleta                 | Nazione | Tempo   |
| ---- | ---------------------- | ------- | ------- |
| 1    | Allison Forsyth        | Canada  | 1:40,19 |
| 2    | Edith Rozsa            | Canada  | 1:40,33 |
| 3    | Kateřina Tichý         | Canada  | 1:40,67 |
| 4    | Geneviève Simard       | Canada  | 1:42,45 |
| 5    | Emily Brydon           | Canada  | 1:42,85 |
| 6    | Jennifer Mickelson     | Canada  | 1:42,94 |
| 7    | Britt Janyk            | Canada  | 1:43,02 |
| 8    | Linsey Ferguson        | Canada  | 1:44,18 |
| 9    | Marie-Hélène Thibeault | Canada  | 1:44,26 |
| 10   | Monica Meier           | Canada  | 1:44,93 |

Data: 5 febbraio